# Gibbula divaricata
Gibbula divaricata es una especie de caracol de mar pequeño, de la familia Trochidae. Se encuentra en el Mar Mediterráneo.
El caparazón es de 23 mm de altura y 19 mm de ancho, tiene la forma de un cono y tiene 6 circunvoluciones. El color es verde-amarillo o amarillo-verde.